# Saint-Germain-des-Bois (Nièvre)
Saint-Germain-des-Bois è un comune francese di 113 abitanti situato nel dipartimento della Nièvre nella regione della Borgogna-Franca Contea.

## Società

### Evoluzione demografica
Abitanti censiti